# Liam Neeson
William John "Liam" Neeson, OBE (7. lipnja 1952.), irski glumac nominiran za Oscara.

## Životopis
Rodio se u mjestu Ballymena, okrug Antrim, Sjeverna Irska. Otac mu je bio nadglednik katoličke škole za djevojke, a majka kuharica. Ima tri sestre. U devetoj godini počinje trenirati boks, kojim će se baviti do 16. godine. Bio je omladinski prvak Irske u teškoj kategoriji tri godine zaredom.
Na pozornicu se prvi put popeo u 11. godini, prihvativši glavnu ulogu u školskoj drami. Nju mu je ponudio njegov učitelj engleskog jezika, a on ju je prihvatio jer je glavnu žensku ulogu glumila djevojka koja mu se sviđala. Nakon završetka srednje škole, nije krenuo na fakultet. 
Na filmu debitira 1973. ulogom Isusa u ostvarenju imena "Hodočasnikov napredak". Kasnije su ga nastavili angažirati jer se dokazao kao osoba koja može glumiti glavne uloge.
Za film Schindlerova lista, dobio je nominacije za Oscara, BAFTA-u, i Zlatni globus.  Od 1993. glumio je u filmovima raznih žanrova.  Zapažene uloge ostvario je u filmovima Rob Roy, Michael Collins i Kinsey.
Bio je oženjen je Natashom Richardson, također glumicom, s kojom ima dva sina. Svekrva mu je glumica Vanessa Redgrave. Natasha Richardson preminula je 18. ožujka 2009. od posljedica povrede glave koje je zadobila na skijanju. Kako se povreda činila bezazleno odbila je liječničku pomoć, ali je zbog jake glavobolje ipak prevezena u bolnicu. Sljedeći je dan preminula od hematoma koji je nastao nakon ozljede.
Odbio je priznanje rodnog grada jer se tamo osjećao kao "građanin drugog reda". Godine 1999. postao je Časnik Britanskog Carstva.

## Odabrani filmovi
- 1981. – Excalibur, kao Gawain
- 1993. – Schindlerova lista, kao Oskar Schindler
- 1998. – Jadnici, kao Valjean
- 1993. – Zvjezdani Ratovi: Epizoda I Fantomska Prijetnja, kao Qui–Gon Jinn
- 2002. – Bande New Yorka, kao Vallon
- 2003. – Zapravo ljubav, kao Daniel
- 2005. – Kraljevsko nebesko, kao Godfrey de Ibelin
- 2005. – Batman: Početak, kao Ducard
- 2005. – Kronike iz Narnije, kao glas Aslana (svi filmovi)
- 2008. – 96 sati, kao Bryan Mills
- 2010. – Sljedeća tri dana, kao Damon Pennington

## Vanjske poveznice
- Liam Neeson u internetskoj bazi filmova IMDb-u (engl.)